# Tribhuvan Shah
Tribhuvan Bir Bikram Shah Dev (30 juin 1906 – 13 mars 1955) est roi du Népal de 1911 à 1950 et de 1951 à sa mort.

## Biographie
Né à Katmandou (capitale du Népal), Tribhuvan succède à son père Prithvi Bir Bikram Shah le 11 décembre 1911, et est couronné le 20 février 1913 au Nasal Chowk, Hanuman Dhoka Palace à Katmandou. Un des buts principaux de son règne est d'éliminer le pouvoir oligarchique de la famille Rânâ. Il est démis de ses fonctions le 6 novembre 1950 et part en exil en Inde le 11 novembre, mais redevient rapidement roi en 1951. Il meurt quelques années plus tard en mars 1955 à l'hôpital de canton de Zurich. Son fils Mahendra lui succède.

## Hommage
La porte des martyrs, à Tundikhel, comportait une statue du roi Tribhuvan Shah, qui en fut retirée en 2012 par décision gouvernementale, et transférée au musée royal Narayanthi.